# با من بخواب
با من بخواب (انگلیسی: Lie with Me) یک فیلم درام رمانتیک به کارگردانی کلمنت ویرگو محصول سال ۲۰۰۵ است که در جشنواره بین‌المللی فیلم تورنتوی همان سال به نمایش درآمد. فیلم با بازی لورن لی اسمیت و اریک بالفور، انباشته از صحنه‌های بی‌پردهٔ جنسی است.

## بازیگران
- لورن لی اسمیت
- اریک بالفور
- پالی شنون
- دان فرانکس
- کریستین لمن
- ران وایت
- فرانک شیسورن